# Gilang (Bluto)
Gilang is een bestuurslaag in het regentschap Sumenep van de provincie Oost-Java, Indonesië. Gilang telt 633 inwoners (volkstelling 2010).